# Sportverein Waldhof Mannheim 07 2009-2010
Questa voce raccoglie le informazioni riguardanti lo Sportverein Waldhof Mannheim 07 nelle competizioni ufficiali della stagione 2009-2010.

## Stagione
Nella stagione 2009-2010 il Waldhof Mannheim, allenato da Walter Pradt, concluse il campionato di Regionalliga ovest al 14º posto.

## Rosa
| N. |                     | Ruolo | Calciatore          |
| -- | ------------------- | ----- | ------------------- |
| 1  | Germania (bandiera) | P     | Kevin Knödler       |
| 2  | Germania (bandiera) | D     | Uwe Rebholz         |
| 3  | Germania (bandiera) | D     | Eduard Hartmann     |
| 4  | Germania (bandiera) | D     | Norbert Kirschner   |
| 5  | Germania (bandiera) | C     | Lucas Oppermann     |
| 6  | Germania (bandiera) | C     | Christopher Hock    |
| 7  | Germania (bandiera) | C     | Marco Laping        |
| 8  | Germania (bandiera) | C     | Marco Rummenigge    |
| 9  | Spagna (bandiera)   | A     | Mario Benincasa     |
| 10 | Germania (bandiera) | D     | Rene Schwall        |
| 12 | Germania (bandiera) | P     | Christopher Strauch |
| 13 | Germania (bandiera) | C     | Niklas Ginter       |

| N. |                     | Ruolo | Calciatore         |
| -- | ------------------- | ----- | ------------------ |
| 14 | Germania (bandiera) | D     | Patrick Geissinger |
| 15 | Camerun (bandiera)  | C     | Roger Pandong      |
| 16 | Germania (bandiera) | C     | Patrick Haag       |
| 17 | Germania (bandiera) | A     | Giuseppe Burgio    |
| 18 | Germania (bandiera) | C     | Christoph Böcher   |
| 19 | Germania (bandiera) | A     | Michael Reith      |
| 20 | Germania (bandiera) | C     | Nicolas Jüllich    |
| 21 | Germania (bandiera) | A     | Hans Kyei          |
| 22 | Germania (bandiera) | D     | Patrick Huckle     |
| 23 | Germania (bandiera) | A     | Daniel Reule       |
| 26 | Germania (bandiera) | D     | D.Szabo            |
| 27 | Germania (bandiera) | D     | Nassim Banouas     |

## Organigramma societario
Area tecnica
- Allenatore: Walter Pradt
- Allenatore in seconda: Andreas Clauß
- Preparatore dei portieri:
- Preparatori atletici:
- Analisi video:

## Calciomercato

### Sessione estiva
| Acquisti | Acquisti         | Acquisti          | Acquisti |
| R.       | Nome             | da                | Modalità |
| -------- | ---------------- | ----------------- | -------- |
| A        | Mario Benincasa  | SG Oftersheim     |          |
| C        | Christoph Böcher | Wacker Burghausen |          |
| C        | Niklas Ginter    | Friburgo U19      |          |
| C        | Patrick Haag     | Karlsruhe II      |          |
| A        | Oliver Heil      | Magonza II        |          |
| C        | Christopher Hock | Hoffenheim II     |          |
| P        | Kevin Knödler    | Oggersheim        |          |
| C        | Roger Pandong    | SVN Zweibrücken   |          |
| D        | Uwe Rebholz      | Kaiserslautern II |          |
| A        | Michael Reith    | Nöttingen         |          |
| A        | Daniel Reule     | Reutlingen        |          |
| D        | D.Szabo          | VfR Mannheim      |          |

| Cessioni | Cessioni          | Cessioni             | Cessioni |
| R.       | Nome              | a                    | Modalità |
| -------- | ----------------- | -------------------- | -------- |
| C        | Sebastian Gajda   | Wehen Wiesbaden II   |          |
| D        | Janis Crone       | SC Fürstenfeldbruck  |          |
| D        | Adiele Echendu    | Darmstadt            |          |
| C        | Fitim Fazlija     | Aalen                |          |
| C        | Emin Ismaili      | Ingolstadt 04        |          |
| D        | Oliver Malchow    | Nöttingen            |          |
| A        | Ermin Melunovic   | Darmstadt            |          |
| D        | Dalio Memić       | Norimberga II        |          |
| C        | Thomas Ollhoff    | Nöttingen            |          |
| D        | Daniel Schommer   | Borussia Neunkirchen |          |
| C        | Giovanni Speranza | DAC Dunajská Streda  |          |
| P        | Daniel Tsiflidis  | Kickers Würzburg     |          |
| C        | Dennis Weiland    | Arminia Hannover     |          |

### Sessione invernale
| Acquisti | Acquisti        | Acquisti             | Acquisti |
| R.       | Nome            | da                   | Modalità |
| -------- | --------------- | -------------------- | -------- |
| D        | Patrick Huckle  | Kickers Offenbach    |          |
| C        | Lucas Oppermann | Heidenheim           |          |
| D        | Nassim Banouas  | Kickers Offenbach II |          |

| Cessioni | Cessioni    | Cessioni   | Cessioni |
| R.       | Nome        | a          | Modalità |
| -------- | ----------- | ---------- | -------- |
| A        | Oliver Heil | Darmstadt  |          |
| D        | Marc Socher | Hauenstein |          |

## Risultati

### Regionalliga

#### Girone di andata
| Arbitro: | Wijnen |

|                        |           |         |
| Bäcker 39’ Podszus 85’ | Marcatori | 7’ Heil |

| Arbitro: | Schalk |

|                                 |           |           |
| Reule 19’, 61’ (rig.) Reith 63’ | Marcatori | 31’ Kluft |

| Arbitro: | Metzen |

|          |           |            |
| Reule 6’ | Marcatori | 39’ Eilers |

| Arbitro: | Steuer |

|           |           |  |
| Grimm 87’ | Marcatori |  |

| Arbitro: | Welz |

|  |           |                      |
|  | Marcatori | 17’ Abel 38’ Zellner |

| Arbitro: | Willenborg |

|  |           |            |
|  | Marcatori | 36’ Ginter |

| Arbitro: | Sippel |

|  |           |                             |
|  | Marcatori | 86’ (rig.) Zeitz 90’ Kohler |

| Arbitro: | Osmers |

|                |           |  |
| Freiberger 34’ | Marcatori |  |

| Arbitro: | Wagner |

|                                    |           |  |
| Hock 7’ Reule 11’ Jüllich 77’, 79’ | Marcatori |  |

| Arbitro: | Ehlers |

|                                                    |           |           |
| Hammes 12’ Aydogmus 22’ Binder 42’ Quotschalla 79’ | Marcatori | 59’ Reith |

| Arbitro: | Schmidt |

|          |           |  |
| Reith 4’ | Marcatori |  |

| Arbitro: | Brych |

|  |           |                        |
|  | Marcatori | 76’, 90’ Kyei 86’ Haag |

| Arbitro: | Dingert |

|            |           |             |
| Burgio 25’ | Marcatori | 4’ Drescher |

| Arbitro: | Beitinger |

|                |           |           |
| Salem 70’, 84’ | Marcatori | 23’ Reule |

| Arbitro: | Fleischer |

|  |           |                  |
|  | Marcatori | 15’, 90’ Mölders |

| Arbitro: | Dittrich |

|                              |           |                      |
| Loose 57’ Banouas 89’ (aut.) | Marcatori | 25’ Ginter 29’ Reule |

| Arbitro: | Fritz |

|            |           |            |
| Bauder 85’ | Marcatori | 5’ Fischer |

#### Girone di ritorno
| Mannheim 12 dicembre 2009, ore 14:00 CET 18ª giornata | Waldhof Mannheim | 0 – 0 referto | Borussia M'gladbach II | Carl-Benz-Stadion (2 452 spett.)\| Arbitro: \| Kempter \| |
| Arbitro:                                              | Kempter          |               |                        |                                                           |

| Arbitro: | Wenzel |

|                            |           |                     |
| Sukuta-Pasu 44’ Kaplan 84’ | Marcatori | 37’ Haag 69’ Bauder |

| Arbitro: | Hussein |

|  |           |            |
|  | Marcatori | 43’ Bauder |

| Arbitro: | Schlutius |

|                                        |           |               |
| Reule 41’ (rig.) Bauder 45’ Burgio 90’ | Marcatori | 26’ Zimmerman |

| Arbitro: | Welz |

|           |           |  |
| Saiti 85’ | Marcatori |  |

| Mannheim 13 aprile 2010, ore 19:00 CEST 23ª giornata | Waldhof Mannheim | 0 – 0 referto | Schalke 04 II | Carl-Benz-Stadion (2 891 spett.)\| Arbitro: \| Schlutius \| |
| Arbitro:                                             | Schlutius        |               |               |                                                             |

| Arbitro: | Wingenbach |

|                       |           |            |
| Grgić 71’ Lerandy 90’ | Marcatori | 37’ Bauder |

| Arbitro: | Reichel |

|          |           |             |
| Reule 4’ | Marcatori | 12’ Bertels |

| Düsseldorf 29 marzo 2010, ore 19:00 CEST 26ª giornata | F. Düsseldorf II | 0 – 0 referto | Waldhof Mannheim | Paul-Janes-Stadion (695 spett.)\| Arbitro: \| Günsch \| |
| Arbitro:                                              | Günsch           |               |                  |                                                         |

| Arbitro: | Zacher |

|                           |           |                          |
| Bauder 21’, 39’ Reule 49’ | Marcatori | 59’ Karnay 60’ Adnaouene |

| Arbitro: | Born |

|          |           |            |
| Yabo 33’ | Marcatori | 55’ Burgio |

| Arbitro: | Marx |

|  |           |                                          |
|  | Marcatori | 4’ Bouadoud 30’ (rig.) Rasp 83’ Gebhardt |

| Arbitro: | Schwegler |

|              |           |                       |
| Willmann 47’ | Marcatori | 54’ Pandong 85’ Reith |

| Arbitro: | Beck |

|           |           |  |
| Reule 14’ | Marcatori |  |

| Arbitro: | Frömel |

|                                              |           |           |
| Wunderlich 67’ D.Szabo 75’ (aut.) Mainka 79’ | Marcatori | 82’ Reule |

| Arbitro: | Foltyn |

|  |           |                 |
|  | Marcatori | 47’, 67’ Pollok |

| Arbitro: | Hösel |

|                |           |  |
| Thamm 20’, 39’ | Marcatori |  |

## Statistiche

### Statistiche di squadra
| Competizione       | Punti | In casa | In casa | In casa | In casa | In casa | In casa | In trasferta | In trasferta | In trasferta | In trasferta | In trasferta | In trasferta | Totale | Totale | Totale | Totale | Totale | Totale | DR |
| Competizione       | Punti | G       | V       | N       | P       | Gf      | Gs      | G            | V            | N            | P            | Gf           | Gs           | G      | V      | N      | P      | Gf     | Gs     | DR |
| ------------------ | ----- | ------- | ------- | ------- | ------- | ------- | ------- | ------------ | ------------ | ------------ | ------------ | ------------ | ------------ | ------ | ------ | ------ | ------ | ------ | ------ | -- |
| Regionalliga ovest | 40    | 17      | 6       | 6       | 5       | 19      | 19      | 17           | 4            | 4            | 9            | 17           | 24           | 34     | 10     | 10     | 14     | 36     | 43     | -7 |
| Totale             | 40    | 17      | 6       | 6       | 5       | 19      | 19      | 17           | 4            | 4            | 9            | 17           | 24           | 34     | 10     | 10     | 14     | 36     | 43     | -7 |

### Andamento in campionato
| Giornata  | 1  | 2 | 3 | 4  | 5  | 6  | 7  | 8  | 9  | 10 | 11 | 12 | 13 | 14 | 15 | 16 | 17 | 18 | 19 | 20 | 21 | 22 | 23 | 24 | 25 | 26 | 27 | 28 | 29 | 30 | 31 | 32 | 33 | 34 |
| --------- | -- | - | - | -- | -- | -- | -- | -- | -- | -- | -- | -- | -- | -- | -- | -- | -- | -- | -- | -- | -- | -- | -- | -- | -- | -- | -- | -- | -- | -- | -- | -- | -- | -- |
| Luogo     | T  | C | C | T  | C  | T  | C  | T  | C  | T  | C  | T  | C  | T  | C  | T  | C  | C  | T  | T  | C  | T  | C  | T  | C  | T  | C  | T  | C  | T  | C  | T  | C  | T  |
| Risultato | P  | V | N | P  | P  | V  | P  | P  | V  | P  | V  | V  | N  | P  | P  | N  | N  | N  | N  | V  | V  | P  | N  | P  | N  | N  | V  | N  | P  | V  | V  | P  | P  | P  |
| Posizione | 15 | 7 | 7 | 12 | 15 | 11 | 14 | 16 | 14 | 16 | 12 | 10 | 8  | 12 | 15 | 15 | 15 | 16 | 16 | 14 | 10 | 11 | 12 | 13 | 14 | 13 | 12 | 11 | 13 | 11 | 11 | 11 | 12 | 14 |

Legenda:

Luogo: C = Casa; T = Trasferta. Risultato: V = Vittoria; N = Pareggio; P = Sconfitta.

### Statistiche dei giocatori
| N. Banouas    | 17 | 0  | 3 | 1 |
| P. Bauder     | 24 | 7  | 4 | 0 |
| M. Benincasa  | 6  | 0  | 0 | 1 |
| G. Burgio     | 21 | 3  | 0 | 0 |
| C. Böcher     | 28 | 0  | 5 | 1 |
| P. Geissinger | 12 | 0  | 0 | 0 |
| N. Ginter     | 27 | 2  | 2 | 0 |
| P. Haag       | 20 | 2  | 1 | 0 |
| E. Hartmann   | 14 | 0  | 2 | 0 |
| O. Heil       | 6  | 1  | 0 | 0 |
| C. Hock       | 29 | 1  | 8 | 0 |
| P. Huckle     | 14 | 0  | 3 | 0 |
| N. Jüllich    | 32 | 2  | 2 | 0 |
| N. Kirschner  | 14 | 0  | 3 | 0 |
| K. Knödler    | 34 | 0  | 3 | 0 |
| H. Kyei       | 7  | 2  | 1 | 0 |
| M. Laping     | 10 | 0  | 4 | 0 |
| L. Oppermann  | 13 | 0  | 1 | 0 |
| R. Pandong    | 20 | 1  | 0 | 0 |
| U. Rebholz    | 9  | 0  | 1 | 0 |
| M. Reith      | 32 | 4  | 3 | 1 |
| D. Reule      | 31 | 11 | 6 | 0 |
| M. Rummenigge | 1  | 0  | 0 | 0 |
| R. Schwall    | 21 | 0  | 2 | 0 |
| M. Socher     | 2  | 0  | 0 | 0 |
| C. Strauch    | 0  | 0  | 0 | 0 |
| D. Szabo      | 19 | 0  | 2 | 1 |
| Z. Xu         | 1  | 0  | 0 | 0 |